# ام‌جی ام‌جی‌ای
ام‌جی ام‌جی‌ای (MG MGA) خودرویی است که در سال‌های ۱۹۵۵ تا ۱۹۶۲۱۰۱،۰۸۱ madeدر انگلند تولید شده‌است. 
این خودرو در کلاس خودرو اسپورت قرار گرفته، طراحی آن خودروهای موتور جلو-محور عقب بوده است. 

## نگارخانه

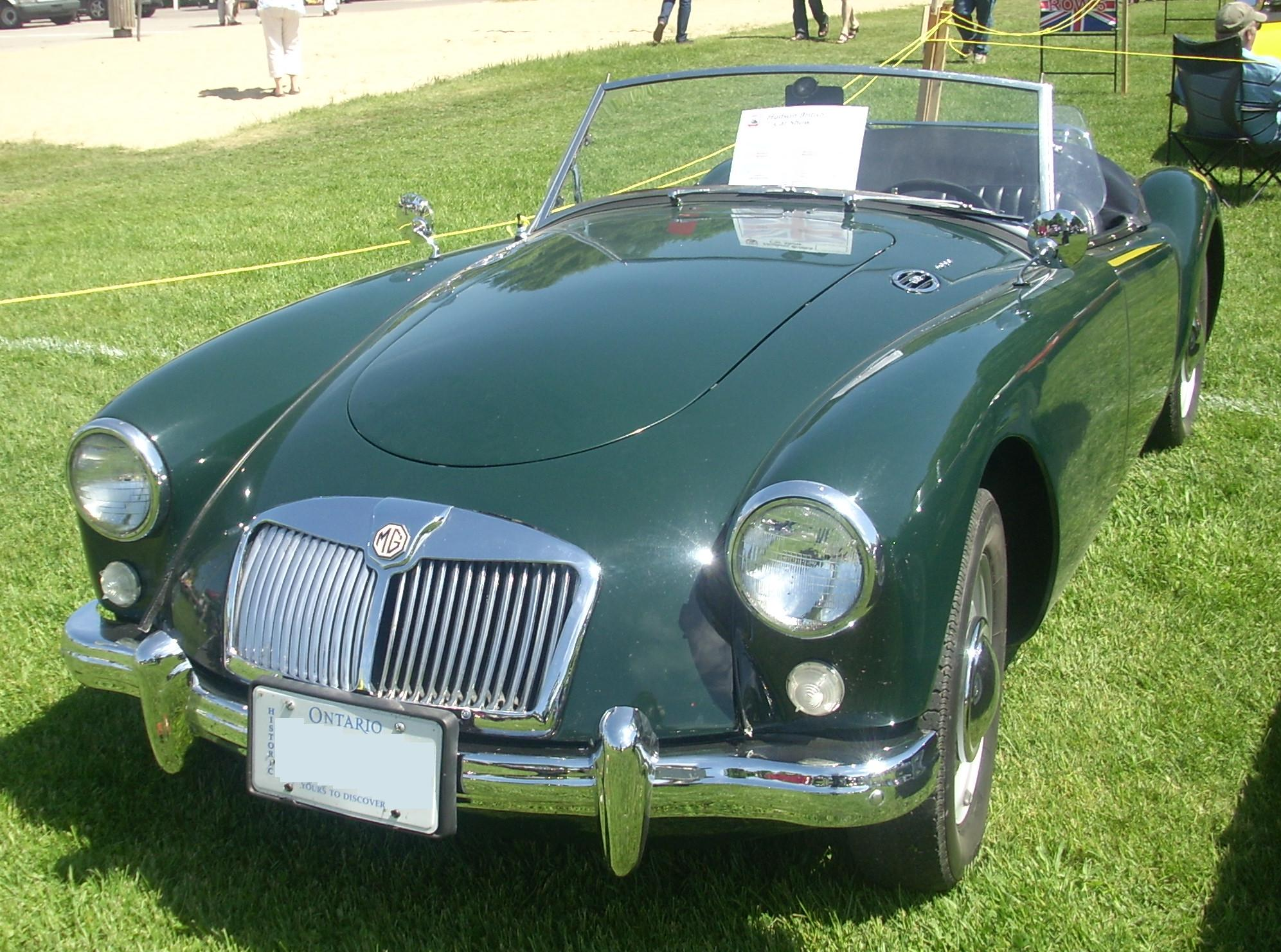
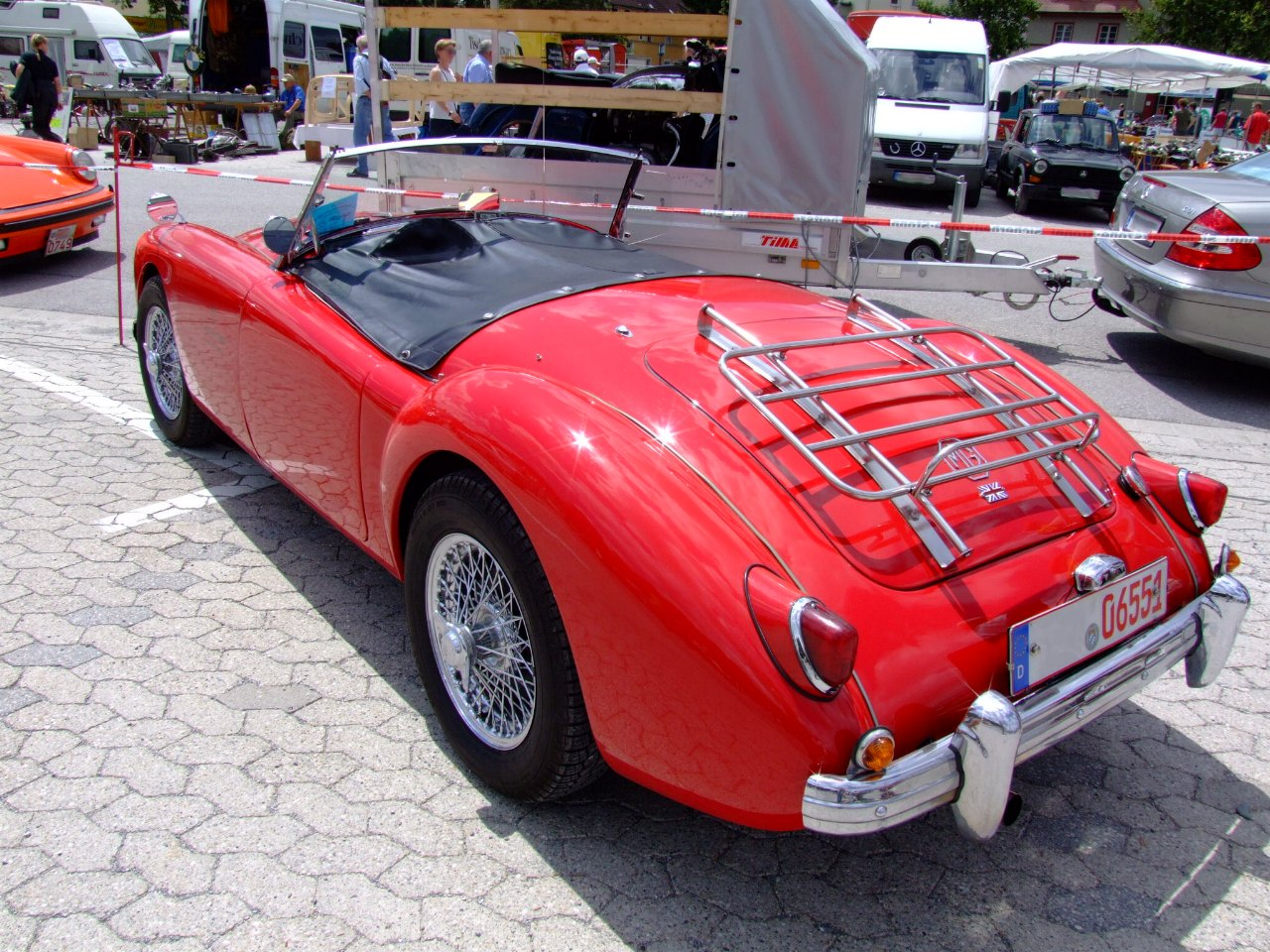
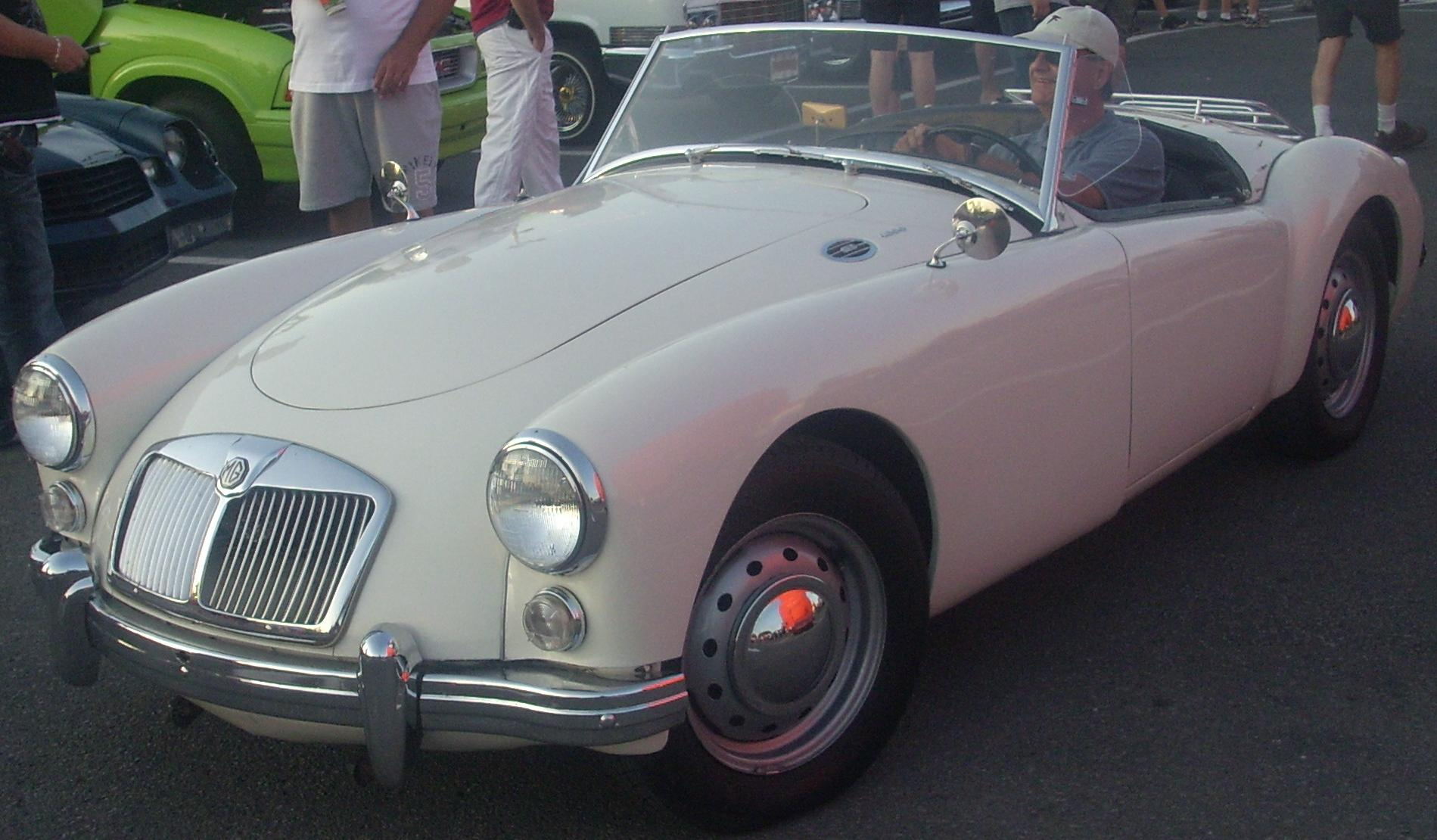